# Tomàs Ramon Amat
Tomàs Ramon Amat (Tarragona, 1900 - Saragossa, 4 d'octubre de 1937) fou un mestre, metge i polític català.

## Biografia
Fou membre de la Joventut Nacionalista i intervingué activament en la política republicana de Manresa. Va ser el primer president d'Esquerra Republicana a Manresa i vicepresident de la Junta de Govern Republicana Provisional de la ciutat, del 14 d'abril de 1931.
Regidor municipal, fou nomenat membre de la Comissió de Cultura de l'Ajuntament i també va ser un dels màxims responsables de les Colònies Escolars organitzades per l'Ajuntament.
El novembre del 1933 fou nomenat Governador Civil de Tarragona i el gener del 1934 Comissari General d'Ordre Públic de Catalunya, càrrec del qual va dimitir i marxà a Tànger.
Durant la guerra arribà al grau de capità-metge al front d'Aragó i fou el màxim responsable de l'organització sanitària a Barbastre.
Va ser detingut per l'exèrcit franquista al sector de Zuera i afusellat a Saragossa el 4 d'octubre del 1937. Gairebé vint anys després de la seva mort la policia franquista, desconeixedora d'aquest fet per una confusió amb els seus cognoms, encara el buscava per detenir-lo i represaliar-lo, tal com es pot comprovar en la documentació existent a l'Arxiu de Salamanca.